# USS Fall River (CA-131)
USS Fall River (CA-131) là một tàu tuần dương hạng nặng thuộc lớp Baltimore của Hải quân Hoa Kỳ được đưa ra hoạt động vào giai đoạn cuối của Chiến tranh Thế giới thứ hai. Nó Là tàu chiến đầu tiên của Hải quân Mỹ được đặt cái tên này, theo tên thành phố Fall River thuộc tiểu bang Massachusetts. Được hoàn tất quá trễ để có thể góp phần trong Thế Chiến II, nó chỉ có thời gian phục vụ ngắn ngủi trước khi xuất biên chế năm 1947 và bị bán để tháo dỡ năm 1972.

## Thiết kế và chế tạo

### Thiết kế
Sau khi những giới hạn về tải trọng của tàu tuần dương hạng nặng do Hiệp ước Hải quân Washington quy định được dỡ bỏ, lớp Baltimore được thiết kế về căn bản dựa trên chiếc USS Wichita, và một phần cũng dựa trên lớp tàu tuần dương hạng nhẹ lớp Cleveland đang được chế tạo. Những chiếc Baltimore có trong lượng choán nước tiêu chuẩn lên đến 14.500 tấn Anh (14.733 t), và trang bị chín khẩu pháo 8 in (200 mm) trên ba tháp pháo ba nòng. So với lớp Wichita, vũ khí phòng không hạng nhẹ tiếp tục được tăng cường: 12 khẩu đội Bofors 40 mm bốn nòng (48 nòng pháo) cùng với 20-28 khẩu Oerlikon 20 mm. Sau Thế chiến II, pháo phòng không 20 mm bị tháo dỡ do kém hiệu quả, và pháo Bofors 40 mm được thay thế bằng pháo 3-inch/50-caliber trong thập niên 1950.

### Chế tạo
Fall River được đặt lườn tại xưởng tàu của hãng New York Shipbuilding Corporation ở Camden, New Jersey vào ngày 12 tháng 4 năm 1943. Nó được hạ thủy vào ngày 13 tháng 8 năm 1944, được đỡ đầu bởi Bà Alexander C. Murray, phu nhân Thị trưởng thành phố Fall River; và được cho nhập biên chế vào ngày 1 tháng 7 năm 1945 dưới quyền chỉ huy của hạm trưởng, Đại tá Hải quân David Stolz Crawford.

## Lịch sử hoạt động
Fall River đi đến Norfolk vào ngày 31 tháng 10 năm 1945, nơi nó ra khơi cho những hoạt động thử nghiệm phát triển cho đến ngày 31 tháng 1 năm 1946. Sau đó chiếc tàu tuần dương được điều sang Lực lượng Đặc nhiệm Hỗn hợp 1, vốn được tổ chức nhằm tiến hành Chiến dịch Crossroads, cuộc thử nghiệm vũ khí nguyên tử tại quần đảo Marshall vào mùa Hè năm 1946. Để chuẩn bị cho nhiệm vụ này, Fall River đi đến San Pedro, California, nơi nó được bổ sung những tiện nghi của một soái hạm từ ngày 16 tháng 2 đến ngày 6 tháng 3. Đi đến Trân Châu Cảng vào ngày 17 tháng 3, nó đón lên tàu Chuẩn đô đốc F. G. Fahrion, Tư lệnh đội tàu mục tiêu sử dụng cho thử nghiệm, và cùng ông đi đến quần đảo Marshall từ ngày 21 tháng 5 đến ngày 14 tháng 9.
Sau các hoạt động huấn luyện dọc theo bờ Tây Hoa Kỳ, Fall River phục vụ một lượt hoạt động tại Viễn Đông trong vai trò soái hạm của Hải đội Tuần dương 1 từ ngày 12 tháng 1 đến ngày 17 tháng 6 năm 1947. Dự định cho Thế Chiến II nhưng được hoàn tất quá trễ để có thể hoạt động trong cuộc xung đột, Fall River đối mặt với những biện pháp kinh tế sau chiến tranh, cho dù còn mới và không bị hư hại trong chiến tranh. Nó quay trở về Xưởng hải quân Puget Sound, nơi nó được cho ngừng hoạt động và đưa về lực lượng dự bị vào ngày 31 tháng 10 năm 1947. Được cho rút khỏi danh sách Đăng bạ Hải quân vào ngày 19 tháng 2 năm 1971, nó bị bán cho hãng Zidell Explorations Corp. tại Portland, Oregon, vào ngày 28 tháng 8 năm 1972 để tháo dỡ.
Mũi của con tàu hiện đang được trưng bày tại Battleship Cove.

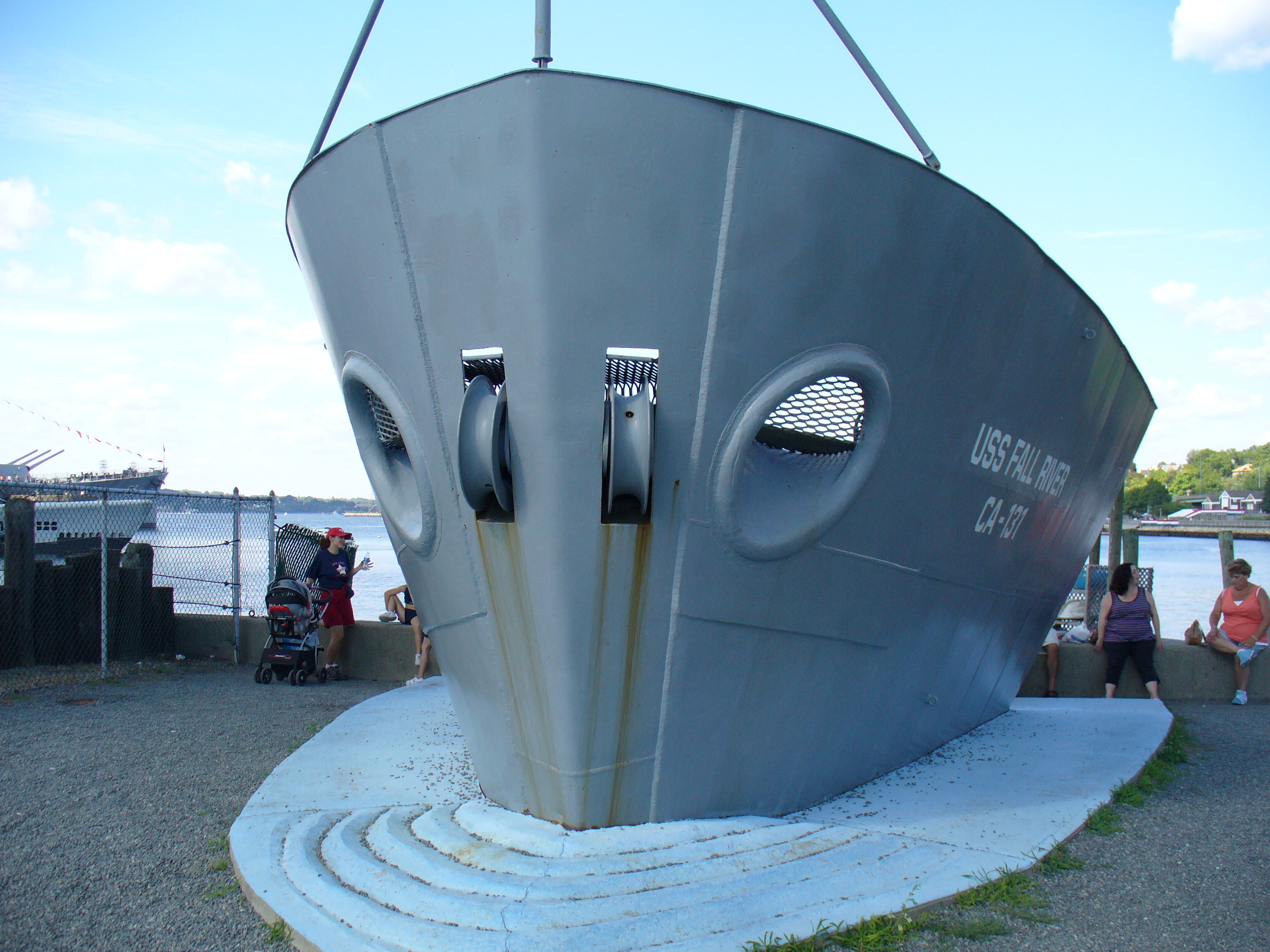
Mũi chiếc Fall River tại Battleship Cove

## Phần thưởng[3]
|  |  |  |
|  |  |  |

| Huân chương Phục vụ Trung Hoa        | Huân chương Phục vụ Trung Hoa           | Huân chương Chiến dịch Hoa Kỳ           | Huân chương Chiến dịch Hoa Kỳ         |
| Huân chương Chiến thắng Thế Chiến II | Huân chương Phục vụ Chiếm đóng Hải quân | Huân chương Phục vụ Chiếm đóng Hải quân | Huân chương Phục vụ Phòng vệ Quốc gia |